# Villino Boncompagni Ludovisi

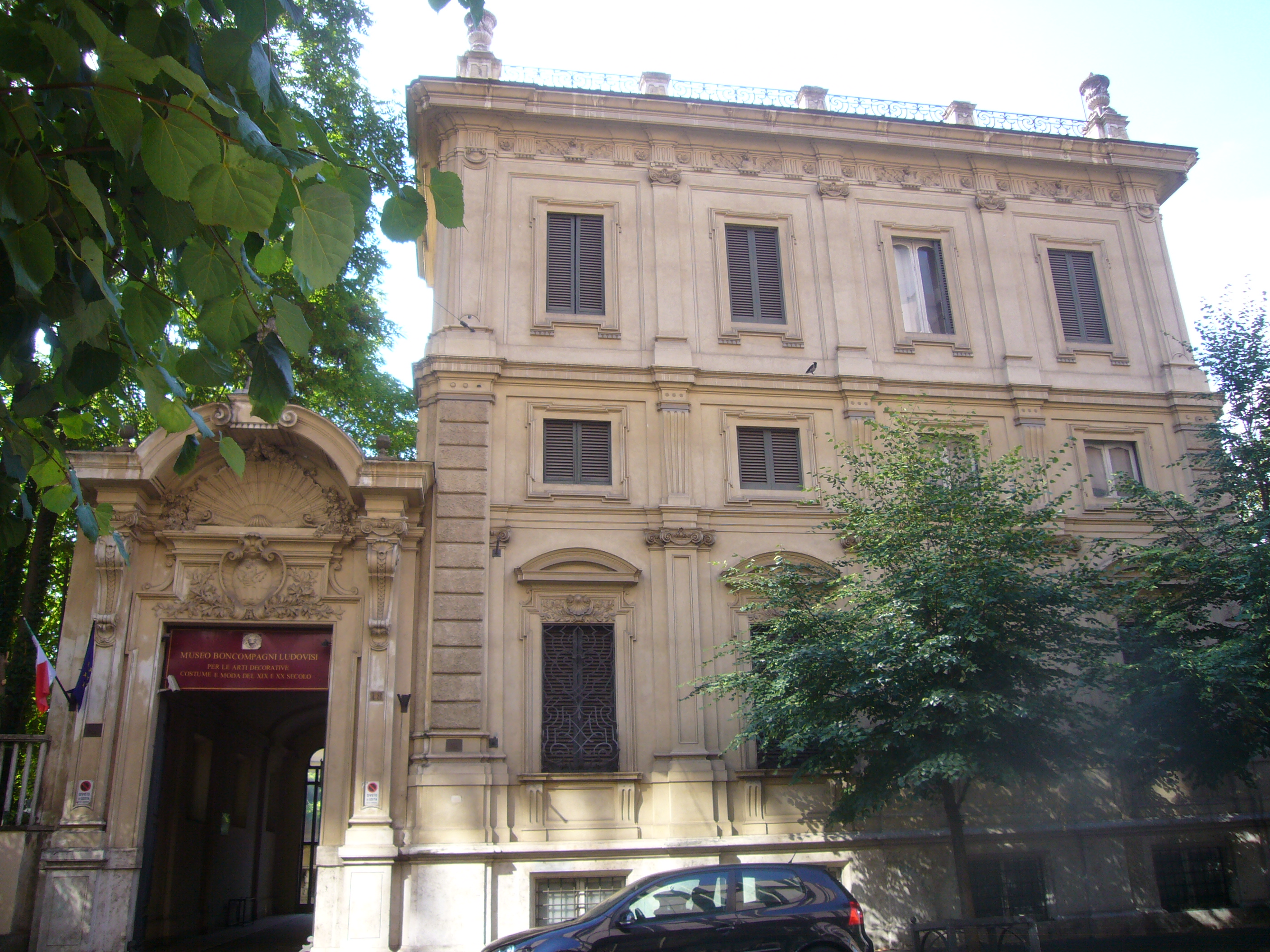
Vista do palacete a partir da Via Boncompagni. A entrada do museu está à esquerda na foto.

Villino Boncompagni Ludovisi é um palacete localizado no número 18 da Via Boncompagni, esquina com a Via Quintino Sella, no rione Sallustiano de Roma. Construído com a finalidade de ser uma residência, o edifício hoje abriga o Museo Boncompagni Ludovisi per le arti decorative.

## História
Este palácio foi construído entre 1901 e 1903 pelo arquiteto Giovanni Battista Giovenale (1849-1934) para a família dos príncipes Boncompagni Ludovisi sobre um amplo edifício anterior que ficava na esquina da Via Boncompagni com a Via Quintino Sella, já propriedade da família, dona da antiga Villa Ludovisi, loteada a partir de 1883.
Em 1972, a princesa Blanceflor de Bildt Boncompagni deixou em testamento o villino ao estado italiano na condição de que ele fosse utilizado exclusivamente para fins culturais públicos dali em diante. Em 1995 foi inaugurado o Museo Boncompagni Ludovisi per le arti decorative.

## Descrição
O edifício atual, em forma de paralelepípedo coroado por uma balaustrada, com dois pisos além de um subsolo e um mezzanino, apresenta uma de suas fachadas menores para a Via Boncompagni e as outras ao jardim. O lado sul é caracterizado por um curto corpo avançado que acentua a monumentalidade da fachada por meio de um portal com uma escadaria que desce até o jardim e uma lógia com colunas no primeiro piso; um boínder marca a extremidade do edifício. Do lado norte está um outro corpo avançado, mais pronunciado, que abriga uma o acesso motorizado ao edifício (um vestíbulo) em cuja extremidade se abre o portal monumental na Via Boncompagni.
Giovanele propôs um edifício seguindo os ditames do rococó, com uma fachada dividida por lesenas e cornijas marcapiano e janelas coroadas por tímpanos. Mas ele introduziu algumas concessões a um gosto mais exuberante, de inspiração rococó, sobretudo nos elementos decorativos, como nas molduras das janelas e no portal na Via Boncompagni, inspirado nos hôtel particulier de Paris. No 
]interior, destacam-se o salão com abóbada de claustro e as paredes pintadas em têmpera representando as ruas e os jardins da demolida Villa Ludovisi. Apenas alguns dos móveis são originais.
O amplo jardim abriga algumas espécies de árvores de grande porte, incluindo magnólias e palmeiras, além de um edifício que abrigava o pessoal de serviço no palácio.